# Conflicto en Afganistán
El conflicto en Afganistán (en pastún: دافغانستان جنګونه‎, en darí: درگیری افغانستان‎), también denominado históricamente como guerra civil afgana, es un extenso y complejo conflicto que asola a este país de Asia Central desde 1978, y que contó con muy diferentes bandos en lucha según la etapa.

## Antecedentes
Afganistán proclamó su independencia del protectorado británico al que estaba sometido en 1919, lo que ocasionó la tercera guerra anglo-afgana que determinó el reconocimiento británico de esa independencia. El primer conflicto armado interno tuvo lugar en 1923-1924, cuando el mulá Abd el Karin se sublevó contra las reformas modernas del emir Amanulá. Las reformas fueron limitadas y la rebelión aplastada, pero en 1928 hubo nuevas reformas, lo que ocasionó un nuevo levantamiento, dirigido, entre otros, por el caudillo Habibulá Kalakani, tras lo cual se estableció un nuevo gobierno.
En 1959 se permitió nuevamente a las mujeres quitarse el velo, lo que ocasionó una revuelta en la provincia de Kandahar en 1960, que fue sofocada por el Ejército.
En 1974, el general Mohammed Daud Khan derrocó a la monarquía. Ese año Ahmad Shah Masud fundó una guerrilla integrista. Daud Khan era enemigo de los islamistas y también lo fue de los comunistas, aunque inicialmente habían sido aliados. Su represión provocó la Revolución de Saur en 1978, que estableció un Estado socialista dirigido por el Partido Democrático Popular de Afganistán.

## Primera guerra: comunistas contra islamistas
En el año 1978, Estados Unidos lanzó la «Operación Ciclón» para derrocar al gobierno comunista afgano. Se sucedieron los atentados y acciones armadas de los integristas islámicos, llamados muyahidines. A finales de año, el primer ministro Hafizullah Amín derroca al presidente Nur Muhammad Taraki y lo asesina, lo que hace que la KGB lance la Operación Tormenta-333, derroque a Amín y al mismo tiempo con la ayuda de un contingente militar la Unión Soviética invada el país. La retirada de las tropas soviéticas comenzó el 15 de mayo de 1988 y finalizó el 15 de febrero de 1989. Tres años después, los muyahidín derrocaron al gobierno.

## Segunda guerra: islamistas contra islamistas
Tras la caída del anterior gobierno en 1992 se creó el Estado Islámico de Afganistán a través de los Acuerdos de Peshawar pero estuvo bajo el ataque constante de los países vecinos (Pakistán, Irán, Uzbekistán) representados a través de milicias afganas. Varios años más tarde, el movimiento talibán (respaldado por Pakistán, Arabia Saudí y fuerzas árabes de Osama bin Laden) llegó al poder después de la caída de Kabul en 1996. El Frente Unido fue capaz de defender la zona noreste de Afganistán contra los talibanes.

## Tercera guerra: La OTAN contra los talibanes
En 2001, después de los atentados del 11 de septiembre en Estados Unidos llevados a cabo por militantes de Al Qaeda respaldados por los talibanes, la OTAN, liderada por fuerzas estadounidenses y británicas, invadió Afganistán con la Operación Libertad Duradera, como parte de la «guerra contra el terrorismo» declarada por el gobierno de Estados Unidos. El propósito declarado de la invasión era capturar a Osama bin Laden, destruir a Al Qaeda y derrocar al régimen talibán que había proporcionado apoyo y refugio a Al Qaeda. La Doctrina Bush de Estados Unidos declaró que, como política, no se distinguiría entre organizaciones terroristas y naciones o gobiernos que les dan refugio.